# Bảo tàng Manggha

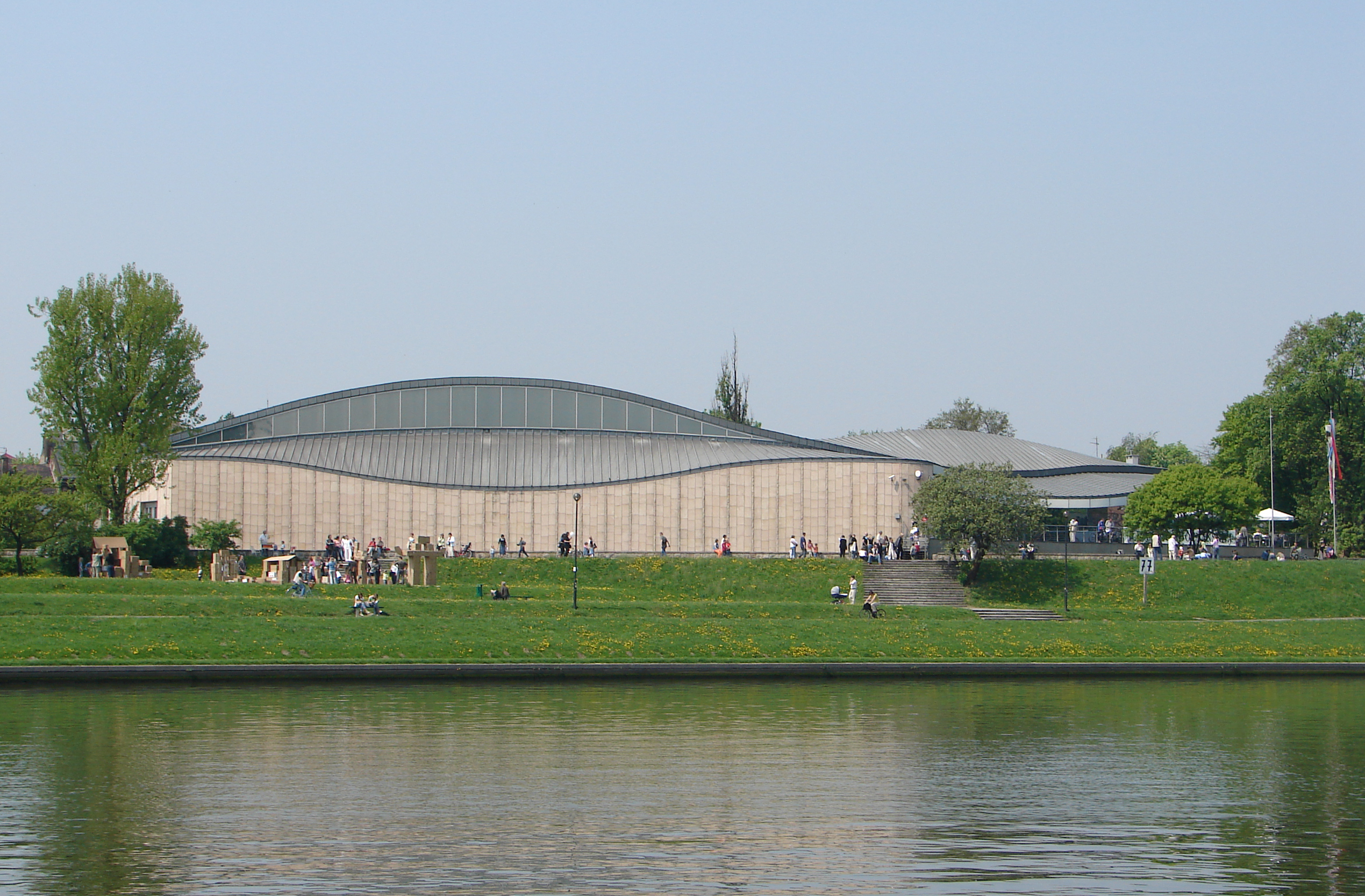
Bảo tàng Nghệ thuật và Công nghệ Nhật Bản Manggha, nhìn từ sông Vistula

Manggha (tên đầy đủ: Bảo tàng Nghệ thuật và Công nghệ Nhật Bản Manggha, cho đến năm 2007: Trung tâm Nghệ thuật và Công nghệ Nhật Bản Manggha) là một bảo tàng ở Kraków, Ba Lan. Cho đến năm 2005, nó là một chi nhánh của Bảo tàng Quốc gia Kraków.

## Lịch sử

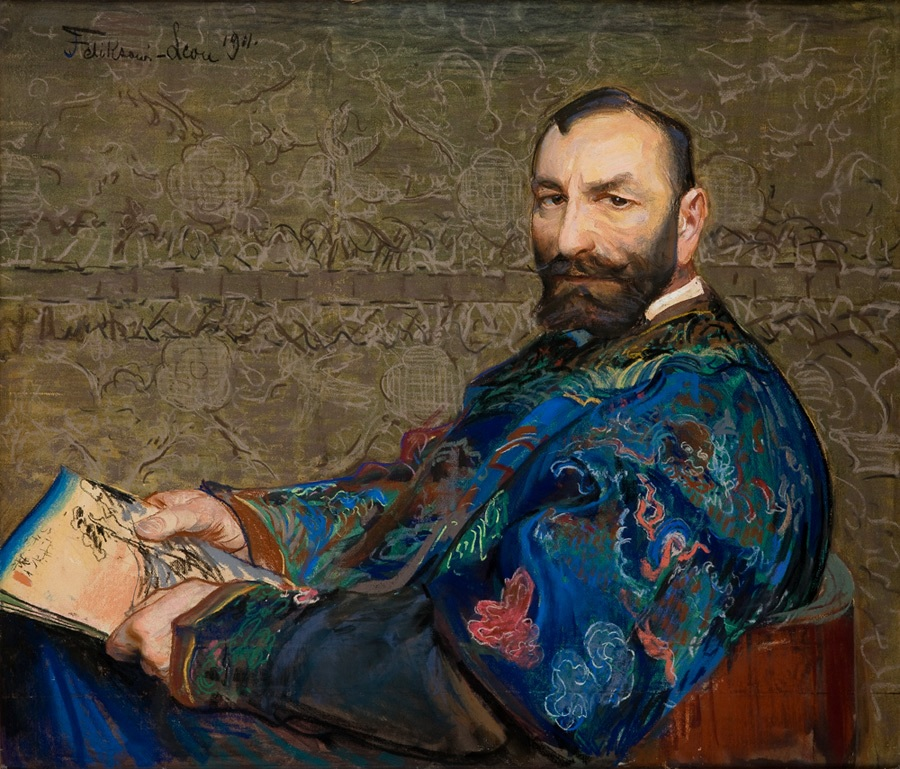
Feliks Jasieński hay còn gọi là "Manggha", người sáng lập bộ sưu tập (Được vẽ bởi Leon Wyczółkowski, 1911)

Năm 1920, nhà phê bình, nhà văn và nhà sưu tầm nghệ thuật Feliks Jasieński, người có bút danh là "Manggha" đã đưa ra bộ sưu tập tác phẩm nghệ thuật của ông kết nối với Nhật Bản và với Bảo tàng Quốc gia ở Kraków. Sau khi ông qua đời, bộ sưu tập không được trưng bày, một lý do là thiếu không gian để sắp xếp 6500 hiện vật. Sự ngoại lệ đơn độc là một cuộc triển lãm tại Hội trường Vải của Krakow vào năm 1944, được tổ chức bởi người Đức, người đã chiếm Ba Lan vào thời điểm đó.  Andrzej Wajda, một thanh niên đã xem triển lãm và bị mê hoặc bởi nghệ thuật Nhật Bản.
Năm 1987, gần nửa thế kỷ sau, Andrzej Wajda đã nhận được một giải thưởng điện ảnh ở Kyoto. Ông quyết định quyên góp toàn bộ số tiền cho Bảo tàng Quốc gia ở Kraków để xây dựng một tòa nhà hoàn toàn mới để trưng bày toàn bộ bộ sưu tập.
Andrzej Wajda được chính quyền địa phương, thành phố và chính phủ Nhật Bản với sự hỗ trợ đặc biệt từ đại sứ Nagao Hyodo. Công đoàn Đường sắt Đông Nhật với chủ tịch Akira Matsuzaki đã quyên tặng số tiền tương đương khoảng 1 triệu đô la Mỹ cho Quỹ Kyoto-Kraków do Andrzej Wajda và bạn bè tạo ra. 

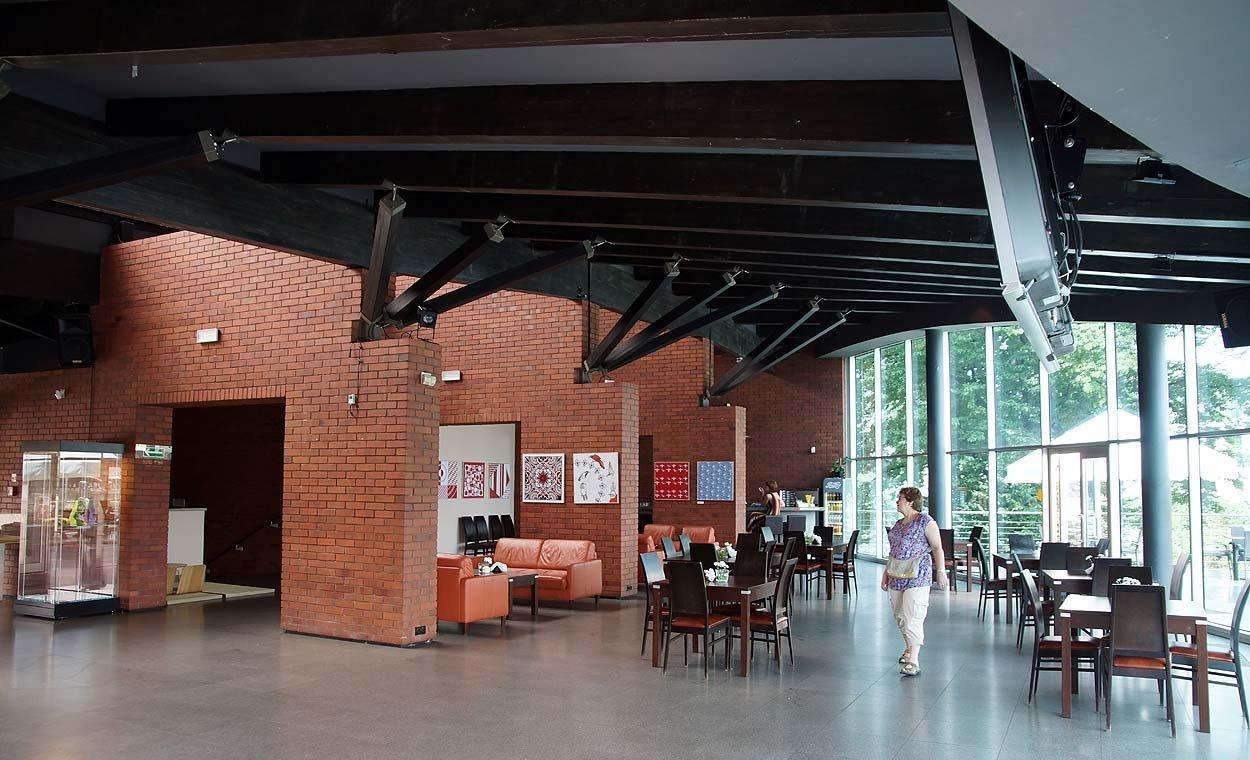
Quang cảnh sảnh

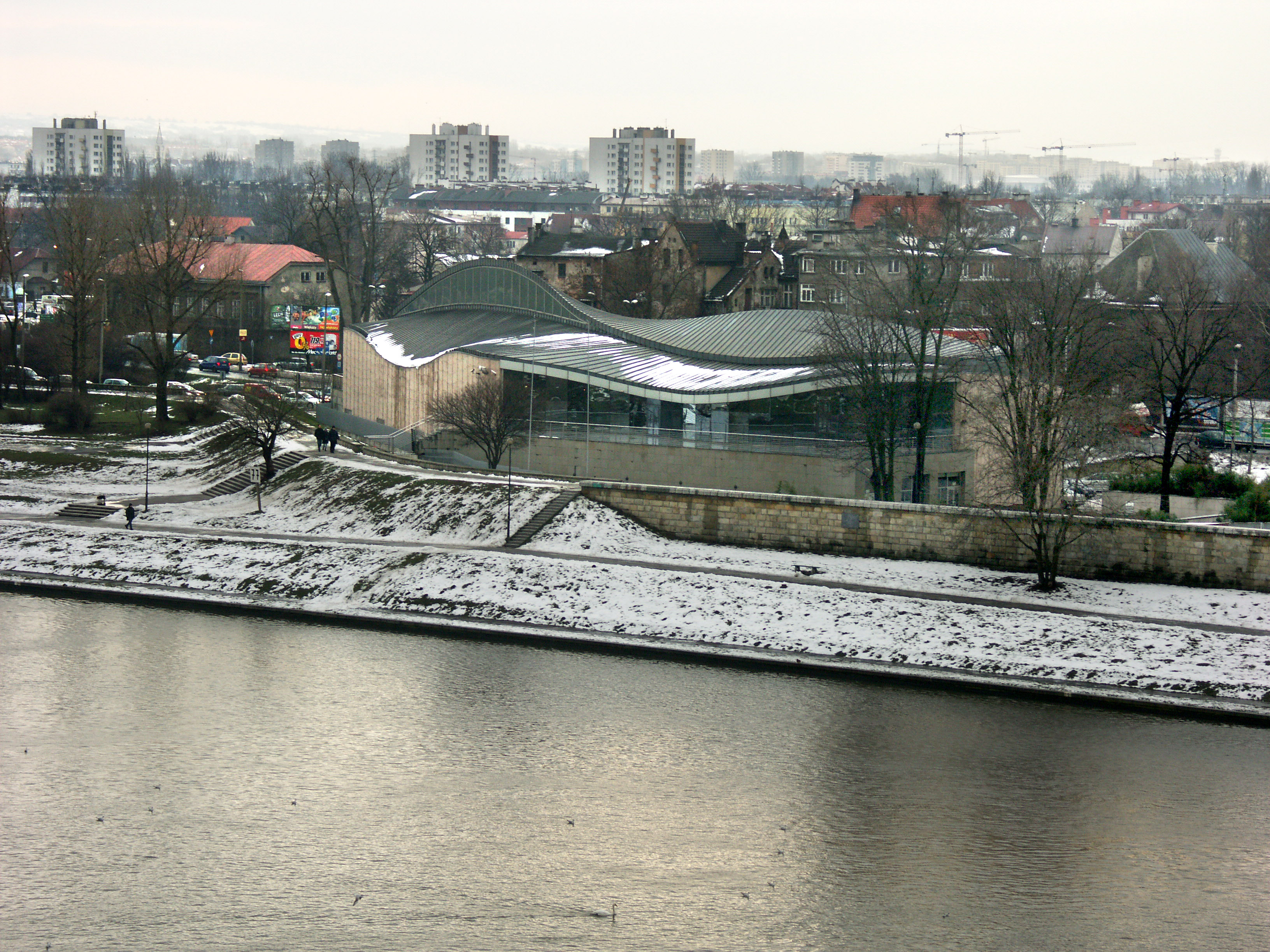
Bảo tàng nhìn từ Wawel

Tòa nhà được thiết kế bởi kiến trúc sư người Nhật từng đoạt giải thưởng Pritzker, Arata Isozaki, người đã tặng thiết kế này cho người sáng lập. Krzysztof Ingarden, J.Ewy và JET Atelier đã hợp tác với các kiến trúc sư ở phía Ba Lan. Manggha được khai trương vào ngày 30 tháng 11 năm 1994.
Năm 1997, Manggha đã nhận được giải thưởng đặc biệt của Quỹ Nhật Bản.
Vào ngày 11 tháng 7 năm 2002, bảo tàng đã được viếng thăm bởi Hoàng đế Akihito và Hoàng hậu Michiko. Theo yêu cầu của hoàng đế, một cuộc triển lãm các tác phẩm khắc gỗ được lựa chọn của nghệ sĩ vĩ đại Nhật Bản Utagawa Hiroshige đã được chuẩn bị. Cặp vợ chồng hoàng gia đã tặng một số thiết bị nghe nhìn cho trường học tiếng Nhật ở trung tâm.
Trong một cuộc thi kiến trúc năm 2006, trung tâm đã được chọn là một trong hai mươi ví dụ thú vị nhất về kiến trúc ở Ba Lan được xây dựng sau năm 1989. - "Tiếng Jamaica. Ikony architektury " (" Ba Lan. Biểu tượng của kiến trúc ") .

## Kiến trúc
Các đặc điểm bên ngoài của tòa nhà hiện đại này, mái nhà giống như biển trong nhiều bức tranh cũ của Nhật Bản, vang vọng cả môi trường xung quanh bảo tàng và một số tác phẩm nghệ thuật bên trong; khu vườn bên cạnh tòa nhà là một món quà của thành phố Kyoto. Đó là một cấu trúc đương đại vừa bổ sung vừa tương phản với nghệ thuật cổ xưa của Nhật Bản, và chứa cả phòng triển lãm và hội nghị. Ngoài các triển lãm thường trực, Trung tâm còn tổ chức các triển lãm tạm thời, chủ yếu liên quan đến nghệ thuật, văn hóa và công nghệ Nhật Bản. Ngoài ra, trung tâm còn tổ chức các khóa học về trà đạo Nhật Bản, ikebana và tiếng Nhật. Manggha là trụ sở của Câu lạc bộ bonsai Ba Lan.

## Bộ sưu tập

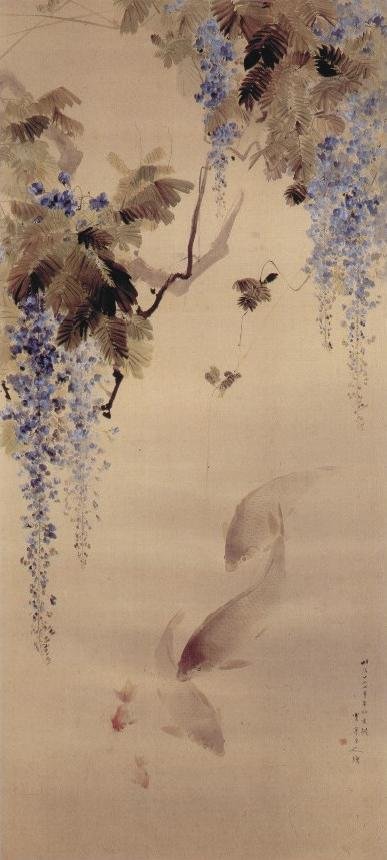
Mùa hè. Blooming wisteria và cá, của Watanabe Shōtei (1891)